# David Hunt (voile)
Pour les articles homonymes, voir David Hunt et Hunt.
David Charles Gower Hunt, né le 22 mai 1934 à Woolwich, est un skipper britannique.

## Carrière
Il remporte aux Jeux olympiques de 1972 la médaille d'argent en classe Tempest avec Alan Warren. Il termine quatorzième des Jeux olympiques de 1976, toujours en Tempest.